# Miyabea fruticella
Miyabea fruticella är en bladmossart som beskrevs av Brotherus 1905. Miyabea fruticella ingår i släktet Miyabea och familjen Thuidiaceae. Inga underarter finns listade i Catalogue of Life.